# Vincent Fondeviole
Vincent Fondeviole, né le 17 février 1965 à Saint-Sever, est un kayakiste français de slalom. 
Il participe aux Jeux olympiques d'été de 1992 à Barcelone, terminant 14e en kayak monoplace (K1).
Il est médaillé d'argent en K1 par équipe aux Championnats du monde 1993 à Mezzana et aux Championnats du monde 1997 à Três Coroas. 